# 9 يناير
- السبت
- الأحد
- الاثنين
- الثلاثاء
- الأربعاء
- الخميس
- الجمعة

- 2827 جمادى الآخرة 1446  هـ
- 2928 جمادى الآخرة 1446  هـ
- 3029 جمادى الآخرة 1446  هـ
- 3130 جمادى الآخرة 1446  هـ
- 11 رجب 1446  هـ
- 22 رجب 1446  هـ
- 33 رجب 1446  هـ
- 44 رجب 1446  هـ
- 55 رجب 1446  هـ
- 66 رجب 1446  هـ
- 77 رجب 1446  هـ
- 88 رجب 1446  هـ
- 99 رجب 1446  هـ
- 1010 رجب 1446  هـ
- 1111 رجب 1446  هـ
- 1212 رجب 1446  هـ
- 1313 رجب 1446  هـ
- 1414 رجب 1446  هـ
- 1515 رجب 1446  هـ
- 1616 رجب 1446  هـ
- 1717 رجب 1446  هـ
- 1818 رجب 1446  هـ
- 1919 رجب 1446  هـ
- 2020 رجب 1446  هـ
- 2121 رجب 1446  هـ
- 2222 رجب 1446  هـ
- 2323 رجب 1446  هـ
- 2424 رجب 1446  هـ
- 2525 رجب 1446  هـ
- 2626 رجب 1446  هـ
- 2727 رجب 1446  هـ
- 2828 رجب 1446  هـ
- 2929 رجب 1446  هـ
- 3030 رجب 1446  هـ
- 311 شعبان 1446  هـ

9 يناير أو 9 كانون الثاني أو يوم 9 \ 1 (اليوم التاسع من الشهر الأوَّل) هو اليوم التاسع (9) من السنة وفقًا للتقويم الميلادي الغربي (الغريغوري). يبقى بعده 356 يومًا لانتهاء السنة، أو 357 يومًا في السنوات الكبيسة.

## أحداث
- 1718 - فرنسا تعلن الحرب على إسبانيا.
- 1788 - ولاية كونيتيكت تنضم للولايات المتحدة لتكون الولاية الخامسة في ترتيب الانضمام.
- 1793 - جان بيير بلانشار يحلق بمنطاد هوائي ليكون أول من يحلق به في الولايات المتحدة.
- 1832 - السلطان العثماني محمود الثاني يفتتح «مدرسة جراحخانة عامرة» لتخريج الأطباء الجراحين.
- 1857 - زلزال في حصن تيجون بكاليفورنيا بقوة 7.9 على مقياس ريختر، وهو أحد أكبر 15 زلازل في الولايات المتحدة، وأحد أضخم الزلازل في تاريخ كاليفورنيا.
- 1861 - ولاية مسيسيبي تنشق عن الولايات المتحدة لتصبح ثاني ولاية تعلن انشقاقها في إطار الحرب الأهلية الأمريكية.
- 1932 - الإمبراطور هيروهيتو يتعرض لمحاولة اغتيال بقنبلة يدوية في حادثة ساكورادامون على يد قومي كوري.
- 1939 - إيطاليا تعلن ضم طرابلس وبرقة إليها وتمنح سكانهما جنسيتها.
- 1945 - الولايات المتحدة تغزو جزيرة لوزون الفلبينية.
- 1946- تأسيس جماعة الإخوان المسلمين في الأردن.
- 1951 - الافتتاح الرسمي لمقر الأمم المتحدة في نيويورك.
- 1960 - جمال عبد الناصر يضع حجر الأساس لبناء السد العالي بعد إقراض الاتحاد السوفيتي لبلاده مبلغ 100 مليون دولار، مع رفض البنك الدولي تمويل بناء السد.
- 1963 - أول نقل تلفزيوني عبر الأقمار الصناعية من قبل الولايات المتحدة.
- 1964 - تظاهرات معادية للأميركيين في منطقة قناة بنما التي تديرها الولايات المتحدة منذ 1903.
- 1968 - إنشاء منظمة الأقطار العربية المصدرة للبترول.
- 1986 - قوات من الجيش الإسرائيلي أو ما يسمى بحرس الحدود تقوم بفرض حظر التجول في منطقة المسجد الأقصى وتقدم على اعتقال أعداد من المصلين وحراس المسجد إثر تصديهم لأعضاء لجنة الداخلية التابعة للكنيست الإسرائيلي، وكانت هذه أول محاولة اعتداء رسمية على المسجد الأقصى.
- 1987 - إيران تشن هجوم عارم على شط العرب في إطار الحرب العراقية الإيرانية.
- 1989 - بعد وساطة سعودية، إعادة العلاقات بين سوريا والمغرب والتي قطعت قبل 3 سنوات بعد زيارة رئيس الوزراء الإسرائيلي للمغرب.
- 1990 - تدشين أنبوب النفط العراقي الذي يصل إلى ينبع السعودية على البحر الأحمر.
- 1991 - وزير الخارجية الأمريكي جيمس بيكر يعلن فشل المحادثات بينه وبين وزير الخارجية العراقي طارق عزيز وذلك لعدم إيجاد مرونة من العراق للاستجابة لقرارات مجلس الأمن الدولي لانسحاب العراق من الكويت، ويذكر أن هناك سوء فهم عراقي للرد الدولي على غزو الكويت وأنه لم يسمع شيئًا من عزيز يشير إلى أن العراق سينسحب من الكويت.
- 1995 - رائد الفضاء فاليري بولياكوف يتم 366 يوم في المحطة الفضائية مير ليحطم بذلك الرقم القياسي في البقاء أطول مدة في الفضاء.
- 2004 - اتفاق تتعهد ليبيا بموجبه تقديم تعويضات لعائلات ضحايا اعتداء على طائرة تابعة لشركة أوتا الفرنسية في 1989 أسفر عن مقتل 170.
- 2005 -
  - جون قرنق يتسلم السلطة كأول رئيس لجنوب السودان بعد اتفاقية نيفاشا للسلام بين الحكومة السودانية والحركة الشعبية لتحرير السودان.
  - انتخابات في فلسطين لانتخاب رئيس السلطة الوطنية الفلسطينية خلفًا لياسر عرفات، وكانت النتيجة فوز محمود عباس بمقعد الرئاسة بنسبة 62%.
- 2006 - السودان يصدر عملة جديدة باسم الجنيه بدلًا من الدينار.
- 2007 - مواجهات وتظاهرات في دكا تطالب بإلغاء الانتخابات العامة في بنغلادش.
- 2008 - الرئيس الأميركي جورج بوش يبدأ جولة في الشرق الأوسط في محاولة لتحريك عملية السلام التي أهملت خلال ولايته الرئاسية.
- 2009 - مجلس الأمن الدولي يتبنى القرار 1860 الداعي إلى وقف فوري لإطلاق النار في قطاع غزة يليه انسحاب كامل للقوات الإسرائيلية.
- 2010 - وزير الخارجية المصري أحمد أبو الغيط يعلن أن بلاده قررت منع أي قوافل مساعدات إنسانية لغزة من عبور أراضيها مهما يكن مصدرها أو نوعية القائمين عليها.
- 2011 -
  - بدأ عملية التصويت في استفتاء تقرير مصير جنوب السودان.
  - إسرائيل تهدم بيت مفتي القدس السابق أمين الحسيني.
  - تجدد الإحتجاجات الشعبية في تونس يخلف 8 قتلى وعددًا من الجرحى سقطوا برصاص الشرطة.
  - مصرع 3 متظاهرين وإصابة 400 آخرين في مصادمات بين متظاهرين شبان وقوات الأمن في أنحاء مختلفة من الجزائر.
  - تحطم طائرة ركاب إيرانية على متنها أكثر من مئة راكب فوق منطقة أرومية، والإعلان عن نجاة خمسين راكبًا.
- 2017 -
  - الاتحاد الدولي لكرة القدم يُعلن رفع عدد المنتخبات المشاركة في كأس العالم لكرة القدم إلى 48 منتخبا ابتداءاً من نسخة 2026.
  - الإعلان عن فوز البرتغالي كريستيانو رونالدو بجائزة الفيفا لأفضل لاعب في العالم 2016 في حُلّتِها الجديدة.
- 2018 - البرلمان اليوناني يُلغي العمل بِالشريعة الإسلاميَّة في شؤون الزواج والطلاق عند المُسلمين اليونانيين، ويُحيل هذه المُهمَّة إلى المحاكم المدنيَّة.
- 2021 - تحطم طائرة سريويجايا الرحلة 182 التي كان على متنها 62 شخصًا شمال العاصمة الإندونيسية جاكرتا.
- 2023 - وقوع زلزال بقوة 7.5 ريختر بالقرب من شواطئ جزر تانيمبار في إندونيسيا.
- 2025 - انتخاب قائد الجيش اللبناني العماد جوزاف عون رئيسًا للجمهورية اللبنانية بعد سنتين من شغور المنصب.

## مواليد
- 1728 - توماس وارتون، شاعر إنجليزي.
- 1745 - كاليب سترونغ، سياسي أمريكي.
- 1890 - كارل تشابيك، كاتب تشيكي.
- 1908 - سيمون دي بوفوار، كاتبة ومفكرة وفيلسوفة وصحفيّة فرنسية.
- 1913 - ريتشارد نيكسون، رئيس الولايات المتحدة السابع والثلاثون.
- 1922 -
  - أحمد سيكو توري، رئيس غينيا.
  - هار غوبند خورانا، عالم كيمياء حيوية أمريكي حاصل على جائزة نوبل في الطب عام 1968.
- 1925 - لي فان كليف، ممثل أمريكي.
- 1926 - جيانيس كريستو، موسيقي يوناني.
- 1930 - إيغور نيتو، لاعب ومدرب كرة قدم سوفيتي.
- 1936 - أحمد محمد عوف، كاتب موسوعي مصري.
- 1955 - جي كي سيمنس، ممثل أمريكي.
- 1959 - ريغوبيرتا مينتشو، عاملة بمجال حقوق الإنسان غواتيمالية حاصلة على جائزة نوبل للسلام عام 1992.
- 1967 - كلاوديو كانيجيا، لاعب كرة قدم أرجنتيني.
- 1973 - شون بول، مغني جامايكي.
- 1978 - جنارو غاتوزو، لاعب كرة قدم الإيطالي.
- 1981 - إوزيبيوس سمولاريك، لاعب كرة قدم بولندي.
- 1982 -
  - حسن محمد، ممثل ومذيع بحريني.
  - الأميرة كاثرين، دوقة كامبريدج وزوجة الأمير ويليام دوق كامبريدج.

## وفيات
- 1873 - نابليون الثالث، إمبراطور فرنسي.
- 1878 - فيتوريو إمانويلي الثاني، ملك إيطاليا.
- 1961 - إميلي جرين بالش، اقتصادية ونقابية أمريكية حاصلة على جائزة نوبل للسلام عام 1946.
- 1970 - جيانيس كريستو، موسيقي يوناني.
- 1998 - كينيتشي فوكوي، صيدلي ياياني حائز على جائزة نوبل في الكيمياء عام 1981.
- 2004 - مأمون الهضيبي، المرشد العام السادس للإخوان المسلمين.
- 2007 - إبراهيم خان، ممثل سوداني.
- 2016 - حمادة إمام، معلق رياضي ولاعب كرة قدم مصري.
- 2021 - صادق الدبيس، ممثل كويتي.
- 2022 -
  - عبد الكريم كروم، لاعب كرة قدم جزائري.
  - تهاني الجبالي، قاضٍ مصرية.
  - وائل الإبراشي، إعلامي مصري.
  - بوب ساجيت، ممثل كوميدي أمريكي.
- 2023 - محمد حسين الصغير، عالم مسلم عراقي.

## أعياد ومناسبات
- عيد الجمهورية في صربيا.
- عيد الجمهورية في البوسنة والهرسك.
- عيد الشرطة في العراق.
- عيد الشهداء في بنما.

## وصلات خارجية
- وكالة الأنباء القطريَّة: حدث في مثل هذا اليوم.
- النيويورك تايمز: حدث في مثل هذا اليوم.
- BBC: حدث في مثل هذا اليوم.